# Los de Abajo (barra brava)
Los de Abajo es una barra brava chilena formada por aficionados de la Universidad de Chile. Creada el 24 de marzo de 1988 a partir de la escisión y posterior refundación de la barra Imperio Azul, ocupa la galería sur del Estadio Nacional donde el equipo juega de local. Su nombre está  inspirado por la ubicación inicial (abajo) de los jóvenes de la antigua barra.
Mantiene una fuerte rivalidad con la Garra Blanca y Los Cruzados, barras bravas de Colo-Colo y Universidad Católica, respectivamente.

## Historia

### Nacimiento

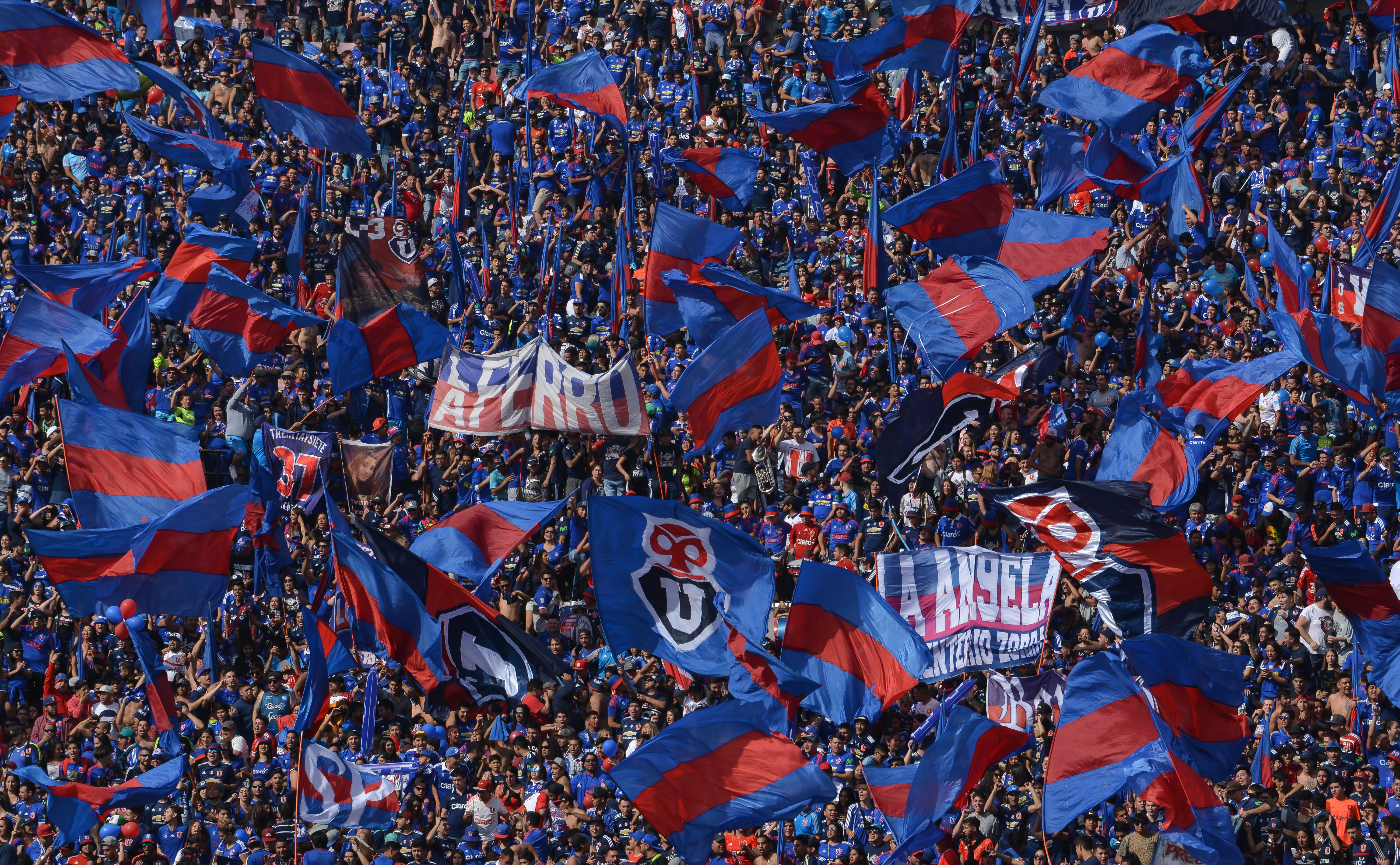
Hinchada de la Universidad de Chile en 2018

En 1989, Universidad de Chile disputaba los últimos lugares de la serie de honor, mientras que la barra oficial de entonces, Imperio Azul, comandada por Eduardo Martínez, jóvenes hinchas, mayoritariamente del estilo thrash metal y punk, que participaban en ella comenzaron a juntarse y se ubicaron debajo de ésta, pegados a la reja cantando y alentando al equipo con un par de lienzos con el texto «Devotos del Bulla» y «Con la U Siempre», que rompían el esquema tradicional incorporando frases alusivas a la identificación de los hinchas hacia el equipo. Algunas de sus ideas modernizadoras chocaban en parte con la barrera generacional que componían los demás integrantes de la hinchada. Entre estas ideas estaba eliminar la caja y dejar que el bombo sonara solo y a un compás, a la usanza argentina, agilizar los cantos y darle un carácter más activo y agresivo a la actitud que la hinchada debería tener.

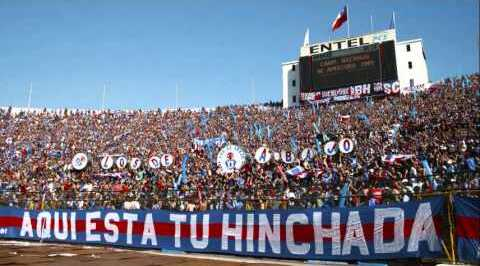
Barra en el año 2009 junto a lienzos de la «U»

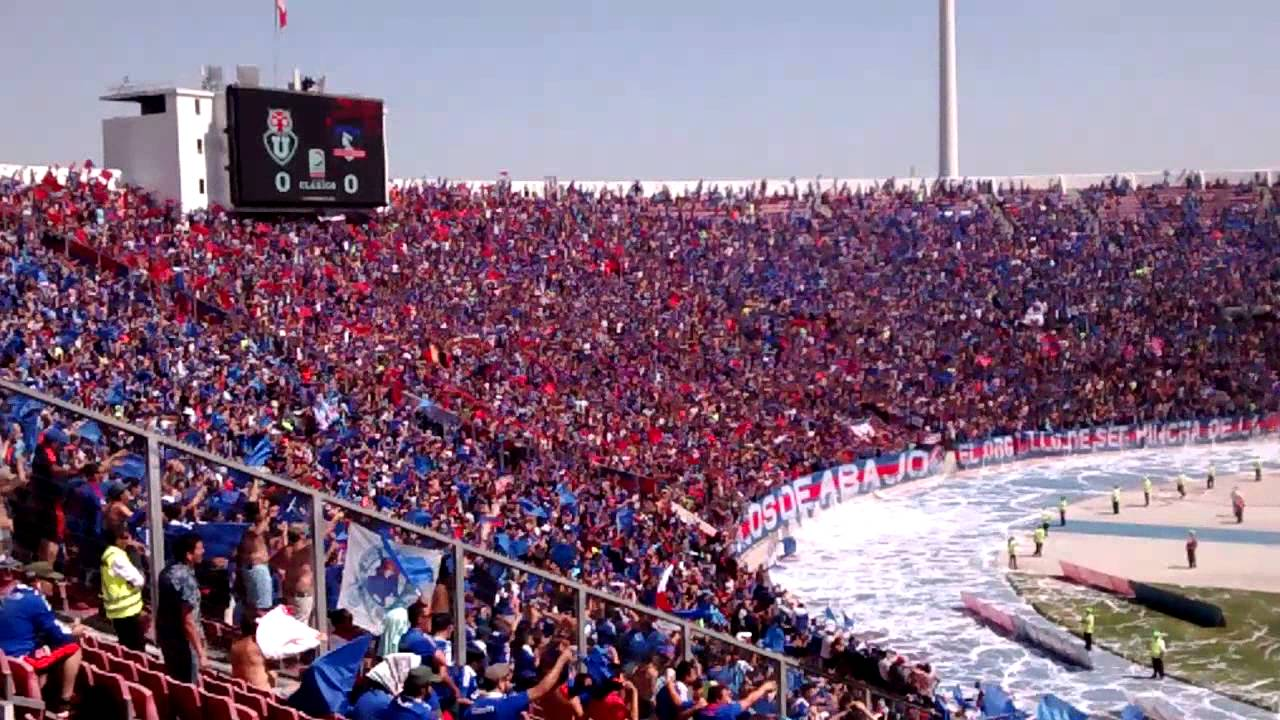
Los de Abajo en 2016.

Este grupo mostraba una postura distante hacia la organización que presidía Eduardo Martínez y también al manejo de Waldo Greene en la presidencia del club, decidiendo con tal de generar un cambio apoyar a Darío Calderón en las elecciones de la institución y formar una barra alternativa. Poldi Furlan, como Presidente y Walter Zagal como Vicepresidente entre otros, 15 integrantes de la Barra oficial fueron los primeros en auto marginarse y enmendaron rumbos formando una barra independiente al club llamada Mis Dos Amores con un bombo y una bandera con el símbolo del chuncho, siendo los primeros también en colocarse bajo el marcador.
El roce final y que determinó la separación definitiva se produjo en un partido con Audax Italiano previo a la competencia oficial de ascenso. Antes de este se jugó el clásico con Colo-Colo, donde Los de Abajo obtuvieron como trofeo una gran bandera que pertenecía a la Garra Blanca. Este tipo de acciones no tenía cabida en los cánones de hinchada de la barra oficial, por lo que se solicitó la devolución de la mencionada bandera a sus legítimos dueños. Ante la negativa, se resolvió trasladarse desde el sector sur-oriente hacia el sector sur-poniente del Nacional. Este sería el comienzo de la hinchada como grupo independiente, adoptando el nombre metonímicamente con el que se conocía al grupo por ubicarse siempre en la parte baja de las galerías junto a la reja. 

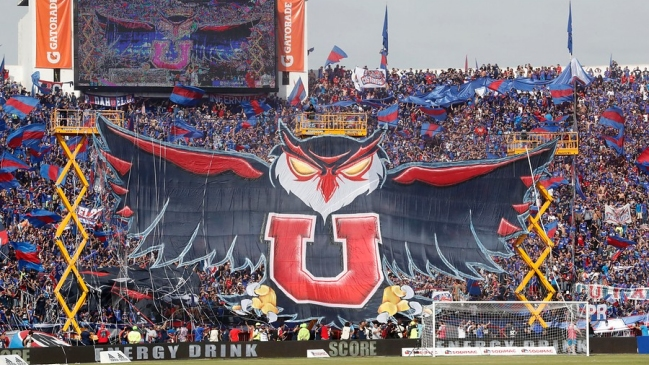
Los de Abajo en el superclásico

La popularidad del grupo se incrementó luego del ascenso a la Primera División, en desmedro del resto de las barras del club.

### Actualidad
A fines de 2010 comenzaron serias discrepancias entre ciertas facciones de la barra, por la lucha del control de la hinchada y de los privilegios brindados por la concesionaria Azul Azul S.A., en un partido disputado con Audax Italiano en La Florida, el grupo llamado "Movimiento LDA" liderados por diversas facciones de la misma barra brava, no permitieron el ingreso al sector designado a los hinchas de la "U", a los históricos líderes de "Los de Abajo": "Kramer", "Anarkia" y El "Beto"
Debido a esta polémica, la hinchada se dividió en dos bandos o grupos, manteniéndose hasta la actualidad esta rivalidad:
- Vieja y Nueva Escuela: Liderados por los "Históricos", "Anarkía" y "Mono Ale"; Claudio Hernández "Kramer" el otro líder histórico se incorporó en 2012, debido a que cumplió una condena en la cárcel. En un principio se instalaron en la puerta 18 del Estadio Nacional, para posteriormente trasladarse al sector norte del mismo estadio. Cuando se hace de local en el Santa Laura, se ubican en la galería sur. Acusan al Movimiento de haber matado el Carnaval y la Fiesta en la hinchada, de que los fundadores de este bando son en realidad hinchas de Colo-Colo (el Archirrival de la Universidad de Chile) y de quedarse con el dinero de la hinchada en beneficio propio de sus líderes.

- Movimiento LDA: Encabezado por "Bisera" y "el Joker", mantuvieron la tradición de ubicarse debajo el marcador electrónico del Estadio Nacional, lo mismo que cuando se juega de local en el Santa Laura ubicarse en la galería norte, acusan a los "Históricos" de haberse beneficiado con los recursos económicos que recibían para la hinchada y de mantener una amistad con los antiguos líderes de la "Garra Blanca", dicen mantener una política de autogestión y de ser un grupo no jerarquizado.

En relación con el otro líder Histórico más conocido como el "Beto", no está participando de esta nueva etapa en la historia de Los de Abajo por discrepancias con el movimiento y los Históricos.
El 27 de agosto de 2016, La U desplega una gran bandera en el Estadio Nacional de Chile que dice el Logo oficial de Los de Abajo, durante el Clásico Universitario ante 43.128 Espectadores. La U perdió finalmente por 3-0. Luego, se hizo la misma desplegación de la gran bandera del logo oficial de los de Abajo, nuevamente en un Clásico Universitario, en el Torneo de Transición 2017 el 29 de octubre ante 42.333 espectadores. La U ganó finalmente por 1-0.

## Hechos de violencia

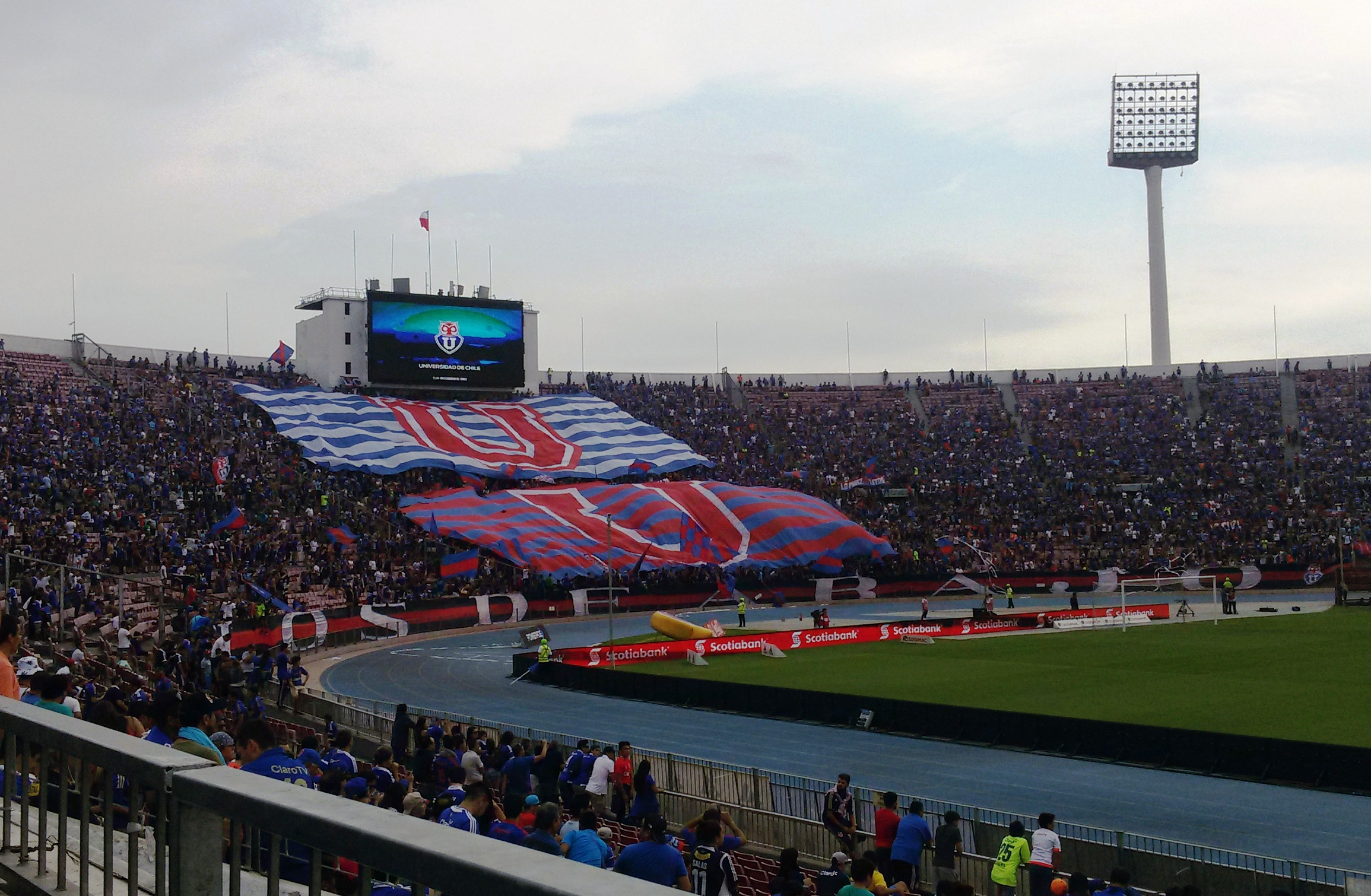
La barra en 2017.

Desde mediados de los años 1990, Los de Abajo adquirió notoriedad nacional debido a los incidentes violentos producidos en los partidos del equipo, particularmente contra la Garra Blanca de Colo-Colo, su tradicional rival; convirtiendo los alrededores de los estadios en un verdadero campo de batalla. Los constantes enfrentamientos con la policía uniformada y los destrozos a la propiedad pública y privada que producían fueron los principales motivos para la promulgación de la Ley de Violencia en los Estadios. 
Tras un partido amistoso entre Colo-Colo y Universidad de Chile, realizado en Chillán, un bus de la Garra Blanca se encontró con 5 hinchas de Los de Abajo en un Servicentro en las cercanías de Talca. En una pelea con cuchillos y armas de fuego, el Kunta, referente de la Garra Blanca, terminó siendo apuñalado en extrañas circunstancias, en donde ninguno de los involucrados terminó siendo procesado. 
Durante la semifinal del campeonato de clausura del 2007, jugando de local el partido de vuelta frente a Colo Colo, barristas iniciaron una serie de desórdenes minutos después de que el equipo se pusiera en desventaja por 0:1, debido a lo cual el árbitro debió suspender el partido, quedando más de 20 minutos sin jugarse. Debido a dichos incidentes la ANFP decidió suspender los 2 primeros partidos de local del campeonato de apertura del 2008, forzando al club a jugar dichos partidos sin público y a estadio cerrado. 

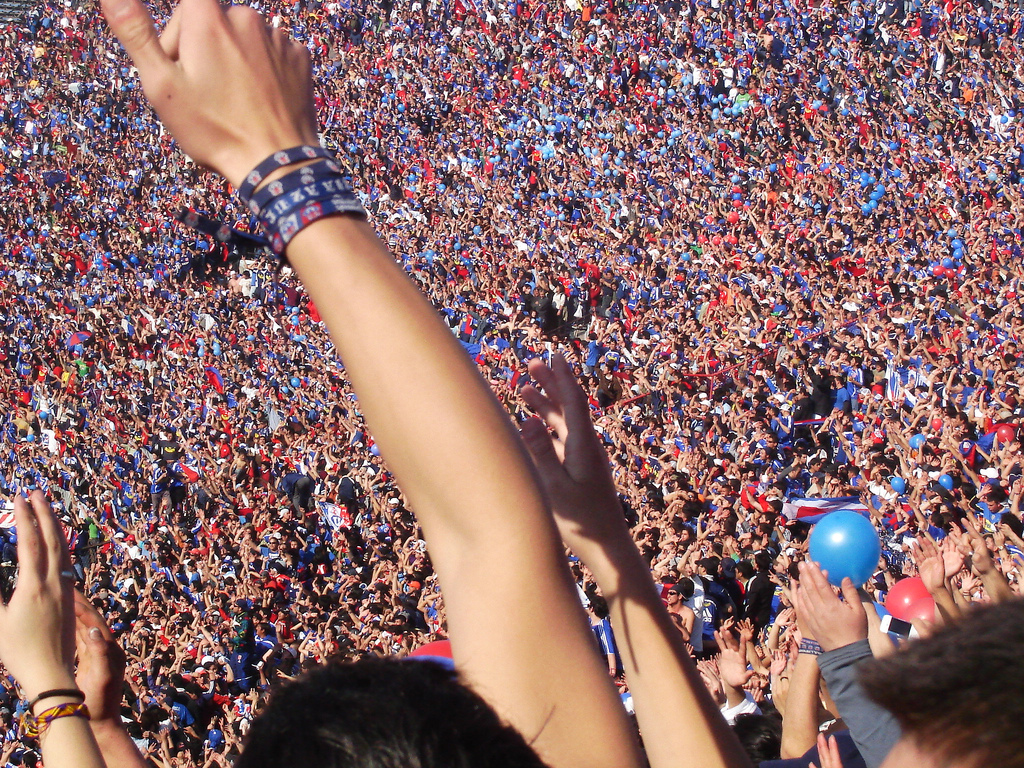
Hinchas de la Universidad de Chile.

En febrero de 2012, durante un partido entre Universidad de Chile y Deportes Iquique, un estallido en la cancha del Estadio Santa Laura de dos fuegos artificiales al inicio del segundo tiempo determinó la suspensión del juego, ratificándose un empate 1-1 por el Tribunal de Disciplina de la ANFP. El incidente fue una de las causas para el gobierno de Sebastián Piñera de implantar el denominado «Plan Estadio Seguro», consistente en una serie de prohibiciones destinadas a «eliminar a las barras del fútbol chileno», según declararon las mismas autoridades encargadas de este.
Tiempo después, tras un clásico universitario en Estadio San Carlos de Apoquindo se toparon con barristas de Los Cruzados en las cercanías de la estación del Metro Escuela Militar allí, superaban en número a "Los Cruzados", se lanzaron botellas, piedras, vidrios y se golpearon con palos y demás objetos. 3 hinchas cruzados quedaron heridos con cortes en la cabeza y uno inconsciente luego de que no pudo huir del conflicto y los "hinchas" rivales lo golpearan con patadas y metales.
Luego, el 10 de marzo de 2012, finalizado el partido entre Audax Italiano y Universidad de Chile, hubo a las afueras del Estadio Bicentenario Municipal de La Florida una disputa entre distintas facciones de Los de Abajo, que terminó con una persona herida tras recibir un escopetazo en el rostro.